# Still Waters (альбом Bee Gees)
Still Waters (рус. В тихом омуте) — двадцать первый студийный альбом британской группы Bee Gees, вышедший в марте 1997 года.

## Об альбоме
Ещё в 1995 году братья Гибб собрали компиляцию из нескольких лирических баллад под общим названием Love Songs, куда вошли также некоторые новые записи. Однако звукозаписывающая компания отказалась издавать такой сборник, и все новые композиции перекочевали оттуда в следующий номерной альбом коллектива. Участие в работе над альбомом принимали многие известные продюсеры, в частности, Расс Титлман, Дэвид Фостер, Хью Пэдхам, Рафаэл Садик и Ариф Мардин.
В результате получился довольно удачный диск, с коммерческой точки зрения — чуть ли не самый успешный для группы за последние двадцать лет. В британском чарте занимал второе место, в то время как в американском хит-параде смог подняться только до одиннадцатой позиции. Функционеры лейбла Polydor Records не рассчитывали на большую популярность диска и для США заказали недостаточное количество его копий; как результат, первую партию быстро раскупили, а вторую пришлось ждать слишком долго. Именно с этим курьёзом музыканты связывают низкие продажи в Америке. Итого мировой тираж составил 5 млн экземпляров.
Первый сингл с альбома, «Alone», стал мировым хитом, заняв пятое место в британском чарте и 28-е в американском, где стартовал в Hot Shot Debut под общим 34-м номером. По воспоминаниям Мориса Гибба, эта композиция (написанная одной из первых) появилась спонтанно и писалась легко; тон ей задала мелодия волынок, предложенная Робином: «Мне нравится строчка „Я на колесе фортуны с загзагами судьбы“. Гармония и припев напоминают 50-е годы. И мне нравится налёт „Битлз“, этого я и хотел, что-то вроде Byrds, 12-струнная вещь, мы просто сделали её с волынками». Последующие, «I Could Not Love You More» и «Still Waters Run Deep», тоже выпущенные отдельными синглами, в Соединённом Королевстве так же попали в двадцатку лучших. Песню «My Lover’s Prayer» Робин Гибб впоследствии переписал в дуэте с молодым английским певцом Алистером Гриффином. Сингл, на котором данный вариант композиции присутствовал в качестве би-сайда, поднялся в Великобритании до пятого места. Кроме того, песня была включена в дебютный альбом англичанина под названием Bring It On, который удостоился в этой стране двенадцатого места.
В 2006 году Bee Gees передали права на свои записи лейблу Reprise Records, и Still Waters стал первым альбомом, подвергшимся ремастерингу и переизданию.

## Критика
«Жив ещё курилка! Течёт ещё водица в реке под фамильным названием Bee Gees! Братья Барри, Морис и Робин Гибб в который раз потрудились на славу. Именно в который раз, а точнее даже будет сказать, как всегда и в своём стиле», –  альбом был очень хорошо принят в обзорном материале газеты «Музыкальная газета».

## Список композиций
1. «Alone» — 4:49
2. «I Surrender» — 4:18
3. «I Could Not Love You More» — 3:43
4. «Still Waters Run Deep» — 4:08
5. «My Lover’s Prayer» — 4:00
6. «With My Eyes Closed» — 4:19
7. «Irresistible Force» — 4:36
8. «Closer Than Close» — 4:34
9. «I Will» — 5:08
10. «Obsessions» — 4:43
11. «Miracles Happen» — 4:12
12. «Smoke and Mirrors» — 5:00
13. «Ring Around the Moon» — 4:30 (бонус-трек)
14. «Love Never Dies» — 4:07 (бонус-трек)